# Bazaly
Le Bazaly est un stade de football situé à Ostrava en République tchèque.
C'est le domicile du FC Baník Ostrava.

## Galerie

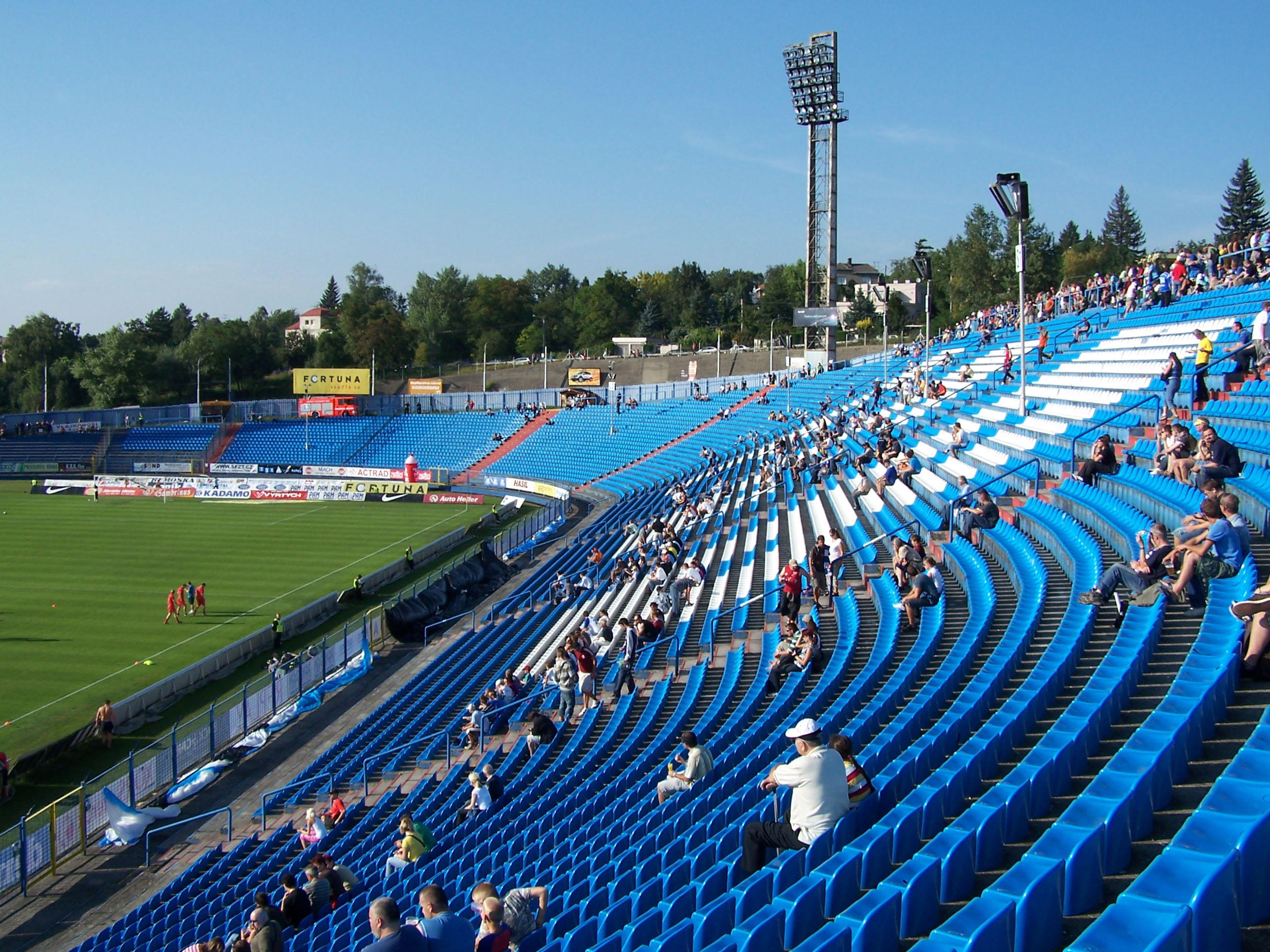
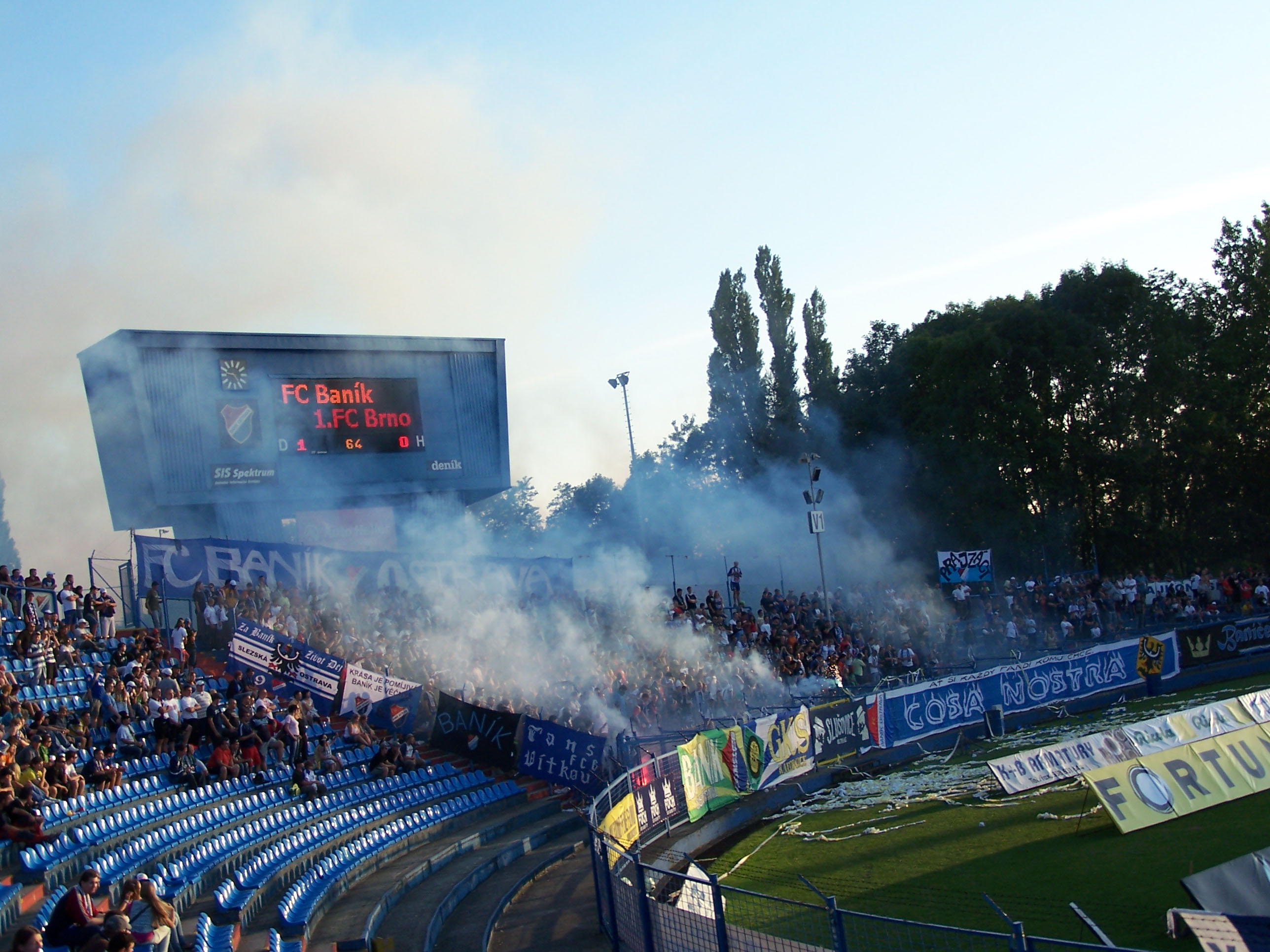
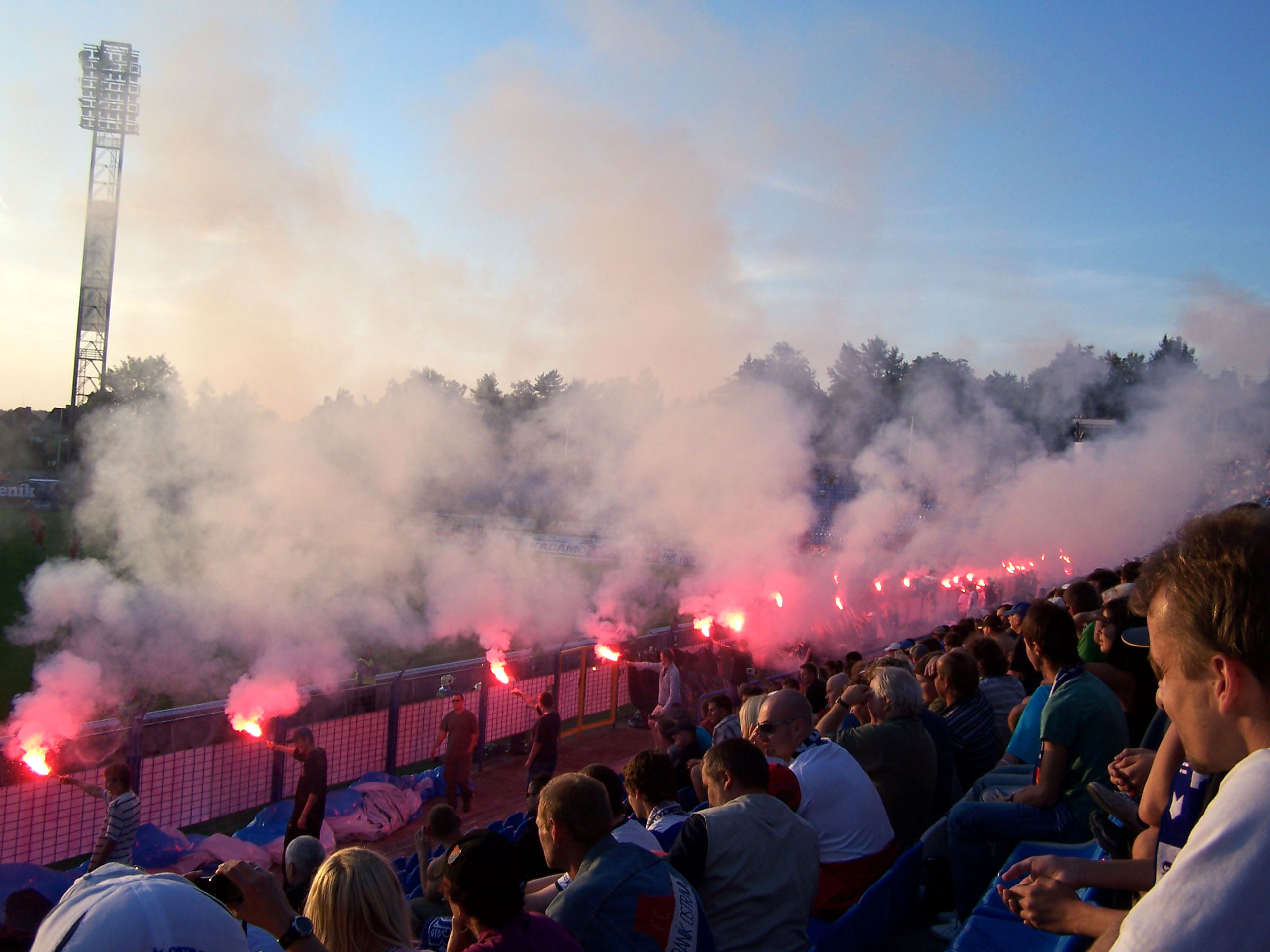
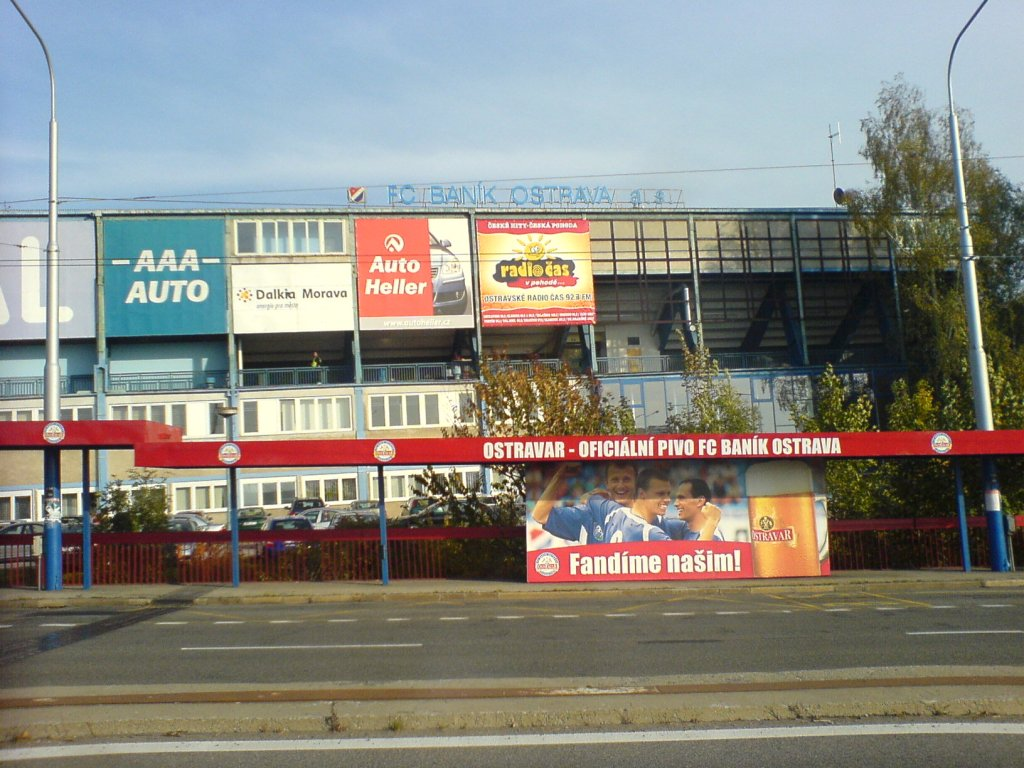